# إتش ك. إيدجيرتون
إتش ك. إيدجيرتون (بالإنجليزية: H. K. Edgerton)‏ هو ناشط أمريكي، ولد في 18 فبراير 1948 في كارولاينا الجنوبية في الولايات المتحدة.